# Lagocephalus sceleratus
Lagocephalus sceleratus — надзвичайно отруйна морська кісткова риба родини скелезубових (Tetraodontidae) (риб-фугу). Цей вид широко розповсюджений у тропічній Індо-Західній частині Тихого океану.

## Середовище
Живе на глибині від 8 до 180 метрів. Lagocephalus sceleratus відомий від Червоного моря та Перської затоки до Індо-Західної частини Тихого океану від західної частини Індійського океану, на схід до Філіппін, на північ до узбережжя Південно-Китайського моря та Тайваню і південної Японії, на південь до південної Австралії. Lagocephalus sceleratus вважається одним з найбільш інвазивних видів риб для Середземного моря. Вперше його було зареєстровано там у 2003 році. Відтоді він швидко розширив свій ареал по всьому східному Середземномор'ю, досягши найпівнічніших частин Егейського моря та південно-західного Тунісу, але ще не був помічений у західному Середземномор'ї та не досяг Італії.

## Спосіб життя
L. sceleratus на ранніх стадіях життя мешкає на піщаному дні, харчуючись різними безхребетними. Цей вид зазнає онтогенетичних змін у раціоні. Молюски становлять 75 % раціону великих особин (> 20 см), ракоподібні — близько 20 %, а риби — близько 5 %. Цей вид харчується економічно важливим восьминогом Octopus vulgaris та каракатицею Sepia officinalis. Зі збільшенням розмірів цей вид переміщує своє середовище існування на зарості морських трав, які, ймовірно, є його нерестовищами. Найбільші особини (> 75 см) були виловлені над кам'янистим дном, що свідчить про подальше зміщення середовища існування на глибші або кам'янисті ґрунти.

## Характеристики
Максимальна стандартна довжина L. sceleratus становить 110 см, проте частіше загальна довжина становить 40,0 см. Максимальна опублікована вага становить 7,0 кг.
Скелезубові здатні надувати свої черевця водою, коли їх лякають або турбують, а також здатні виробляти та накопичувати токсини, такі як тетродотоксин та сакситоксин, у шкірі, гонадах та печінці. Ступінь токсичності залежить від виду, а також від географічного району та пори року.

## Використання
L. sceleratus випадково виловлюється для споживання людиною в деяких частинах свого ареалу. Вид комерційно збирають та продають в акваріумній торгівлі.

## Небезпека для людини
Риба надзвичайно отруйна, якщо її вжити, оскільки вона містить тетродотоксин у яєчниках та меншою мірою в шкірі, м'язах та печінці, що захищає її від ненажерливих хижаків. Вона стає токсичною, коли поїдає бактерії, що містять токсин. Ця смертельна речовина викликає параліч мимовільних м'язів, що може призвести до зупинки дихання або серцевої недостатності у жертв. Випадки смертельного отруєння були зареєстровані в Єгипті, Ізраїлі та Туреччині.